# WSOF 13
WSOF 13: Moraes vs. Bollinger é um evento de artes marciais mistas promovido pelo World Series of Fighting, é esperado para acontecer em 13 de setembro de 2014 no Sands Casino Resort em Bethlehem, Pennsylvania.

## Background
Marlon Moraes era esperado para defender seu cinturão contra o canadense Josh Hill no evento, no entanto, uma lesão o fez ser substituído por Cody Bollinger e a luta foi mudada para Catchweight devido ao curto período de tempo.